# Peachland, North Carolina
Peachland är en kommun (town) i Anson County i North Carolina. Vid 2020 års folkräkning hade Peachland 390 invånare.